# 浜口恵俊
浜口 恵俊（はまぐち えしゅん、1931年8月13日 - 2008年12月）は社会学者。国際日本文化研究センター名誉教授、滋賀県立大学名誉教授。

## 来歴・人物
和歌山県出身。京都大学大学院教育学研究科博士課程単位取得。龍谷大学文学部助教授、大阪大学人間科学部助教授・教授、国際日本文化研究センター教授、滋賀県立大学教授を歴任。
1982年の著書『間人主義の社会日本』でサントリー学芸賞を受賞した。
2008年12月に死去。享年77。

## 著書

### 単著
- 『「日本らしさ」の再発見』　（日本経済新聞社、1977年）のち講談社学術文庫
- 『集団主義 日本らしさの原点』（至文堂、1980年）
- 『間人主義の社会日本』（東洋経済新報社、1982年）
- 『日本人の間柄』（至文堂、1987年）
- 『日本型信頼社会の復権―グローバル化する間人主義』（東洋経済新報社、1996年）
- 『日本研究原論―「関係体」としての日本人と日本社会』（有斐閣、1998年）
- 『「間（あわい）の文化」と「独（ひとり）の文化」 比較社会の基礎理論』 （知泉書館、2003年）

### 編著
- 『日本人にとってキャリアとは 人脈のなかの履歴』編著（日本経済新聞社、1979年）
- 公文俊平共編『日本的集団主義 その真価を問う』（有斐閣、1982年）
- 『高度情報社会と日本のゆくえ』編著（日本放送出版協会・NHKブックス、1986年）
- 『国際化と情報化―比較文明学の視点から』編著（日本放送出版協会・NHKブックス、1989年）
- 『日本型モデルとは何か―国際化時代におけるメリットとデメリット』編著（新曜社、1993年）
- 『日本文化は異質か』編著（日本放送出版協会・NHKブックス、1996年）
- 『世界のなかの日本型システム』編著（新曜社、1998年）
- 『日本社会とは何か―＜複雑系＞の視点から』編著（日本放送出版協会・NHKブックス、1998年）
- 『寅さんと日本人―映画「男はつらいよ」の社会心理』（知泉書館、2005年）　金児暁嗣との共編著

### 翻訳
- F.L.K.シュー『比較文明社会論 クラン・カスト・クラブ・家元』作田啓一共訳 培風館 1971